# Jakob van Hoddis
Jakob van Hoddis  fue el seudónimo del poeta alemán expresionista Davidsohn Hans, del que "Van Hoddis" es un anagrama, nacido el 16 de mayo de 1887 en Berlín y fallecido en 1942 en el Campo de exterminio de Sobibor. Su poema más famoso, Weltende (Fin del mundo), publicado el 11 de enero de 1911 en Der Demokrat, es considerado generalmente como el poema expresionista precursor de este movimiento literario en alemán, inspirador de muchos otros poetas y predecesor del surrealismo (que no existía como tendencia en Alemania).
De origen judío, sufrió toda su vida de problemas mentales que le llevaron a estar recluido en varios centros psiquiátricos. Con el ascenso de los nazis al poder en Alemania en 1933 procuró emigrar al protectorado británico en Palestina pero no lo consiguió y fue confinado en el Campo de exterminio de Sobibor, donde moriría en 1942.
En vida solo vio publicada la mencionada obra Weltende.